# Matt Wenstrom
Matthew William Wenstrom, detto Matt (Minneapolis, 4 novembre 1970), è un ex cestista statunitense, professionista nella NBA e in Germania.

## Palmarès
- McDonald's All-American Game (1989)
- Campione NCAA (1993)